# Sloup (Blanskói járás)
Sloup település Csehországban, a Blanskói járásban. Sloup Žďár, Šošůvka, Vysočany, Vavřinec, Ludíkov, Ostrov u Macochy és Němčice településekkel határos. Lakosainak száma 991 fő (2024. január 1.).

## Népesség
A település lakosságának változását az alábbi diagram mutatja:
| Lakosok száma | 539  | 436  | 579  | 610  | 913  | 891  | 954  | 963  | 946  | 991  |
|               | 1869 | 1890 | 1921 | 1950 | 1980 | 2001 | 2017 | 2019 | 2022 | 2024 |